# Dilemateca
Dilemateca a fost o revistă de cultură specializată în analiza aparițiilor de carte și a lecturii. Apare lunar, în ultima vineri a lunii. Revista conține recenzii, interviuri și un dosar tematic.
Dilemateca a fost lansată la 25 mai 2006 la Colegiul „Noua Europa" cu aceeași echipă redacțională a săptămânalului Dilema veche.